# Station Kortrijk-West
Station Kortrijk-West is een voormalige spoorweghalte in de Belgische stad Kortrijk.

## Geschiedenis
Het station werd geopend op 22 mei 1932 als Kortrijk-Kerkhof. Op 6 oktober 1935 kreeg het zijn huidige naam, Kortrijk-West. Het lag langs de spoorlijn 69 die Kortrijk met Poperinge verbindt, vlak bij het huidige Guldensporenstadion. Het station situeerde zich tussen de Meensepoort en het station van de huidige deelgemeente Bissegem. In de halte Kortrijk-West startte de spoorlijn 69 richting Ieper-Poperinge-Hazebroek, die zich hier afsplitste van de spoorlijn 66 richting Brugge. Op 22 mei 1955 werd de halte gesloten.
0: Kortrijk ·
0,3: Kortrijk-West ·
1,6: Bissegem ·
5,1: Wevelgem ·
10,4: Menen ·
12,2: Menen-Koekoek ·
15,6: Wervik ·
17,5: Comines-Hospice ·
19,2: Komen ·
22,8: Houthem ·
24,6: Hollebeke ·
28,5: Zillebeke ·
31,9: Ieper ·
35,7: Vlamertinge ·
38,2: Brandhoek ·
42,0: Poperinge ·
48,0: Abele
Aalbeke ·
Bissegem ·
Heule ·
Heule-Leiaarde ·
Kortrijk ·
Kortrijk-Luipaardbrug ·
Kortrijk-Vorming ·
Kortrijk-West ·
Kortrijk-Weide ·
Marke ·
Sint-Katerine